# Castore
A J. Carter Sporting Club Limited (Castore néven működik) egy brit sportruházati és sportruházati gyártó, amelynek székhelye az angliai Manchesterben található.
A cég termékeit világszerte több mint 50 országban értékesítik, és szponzorációs szerződéseket kötöttek egyesületi futballcsapatokkal, krikettcsapatokkal, rögbi szakszervezeti csapatokkal, Forma-1-es csapatokkal és teniszezőkkel.
A céget 2015-ben alapította Thomas és Philip Beahon. Tom a birkenheadi Tranmere Rovers professzionális ifjúsági labdarúgója volt 17 és 21 éves kora között, mielőtt a spanyolországi Jerez Industrialnál dolgozott és a Glenn Hoddle Akadémiára járt volna. Phil félprofi krikettet játszott Cheshire és Lancashire krikettklubokban.

## Fordítás
- Ez a szócikk részben vagy egészben  a   Castore című angol Wikipédia-szócikk ezen változatának fordításán alapul.  Az eredeti cikk szerkesztőit annak laptörténete sorolja fel. Ez a jelzés csupán a megfogalmazás eredetét és a szerzői jogokat jelzi, nem szolgál a cikkben szereplő információk forrásmegjelöléseként.